# Елена Георгиева
Елена Трайчева Георгиева (Керпичева) е българска езиковедка, ст.н.с. І ст. д-р. Ученичка е на Любомир Андрейчин. Цялата ѝ кариера преминава в Института за български език „Професор Любомир Андрейчин“ при Българската академия на науките. Преподавала е в Шуменския университет „Епископ Константин Преславски“ и в Пловдивския университет „Паисий Хилендарски“. Неин син е езиковедът Борислав Георгиев.